# Атакама (регіон)
Регіон Атакама (ісп. III Región de Atacama) — регіон (найбільша одиниця адміністративного поділу) Чилі. Складається з трьох провінцій: Чаньярал, Копіапо і Уаско. Столиця — місто Копіапо.

## Інтернет-ресурси
- Gobierno Regional de Atacama Official website

| Чилі | Це незавершена стаття з географії Чилі. Ви можете допомогти проєкту, виправивши або дописавши її. |